# Ève Oja
 (juillet 2025).
Pour les articles homonymes, voir Oja.
Ève Oja, née le 10 octobre 1948 et morte le 27 janvier 2019, était une mathématicienne estonienne spécialisée en analyse fonctionnelle. Elle a notamment exercé en tant que professeur à l'université de Tartu.

## Jeunesse et éducation
Eve Oja est née à Tallinn et a étudié à l'Université d'État de Tartu (aujourd'hui l'université de Tartu), terminant ses études de premier cycle en 1972 et obtenant un doctorat (Cand.Sc.) en 1975. Sa thèse, Безусловные шаудеровы разложения в локально выпуклых пространствах (Décompositions inconditionnelles de Schauder dans des espaces localement convexes ) a été supervisée par Gunnar Kangro.

## Carrière
Eve Oja était membre du corps enseignant de l'université de Tartu depuis 1975, avec une année (1977-78) d'enseignement au Mali et une autre année (1980-81) de recherche postdoctorale à l'Université d'Aix-Marseille en France. Elle a occupé plusieurs mandats à la tête de l'Institut de mathématiques pures de l'université et, de 2009 à 2015, elle a dirigé l'Académie Estonienne de mathématiques et de statistique. 
Elle était rédactrice en chef de la revue mathématique Acta et Commentationes Universitatis Tartuensis de Mathematica de 1998 à son décés. 

## Reconnaissance
Eve Oja a été élue à l'Académie estonienne des sciences en 2010. Elle était également membre de l'Académie européenne des sciences et des arts. 

## Décès
Eve Oja est décédée le 27 janvier 2019. 